# 雷納德角
65°1′S 63°47′W / 65.017°S 63.783°W

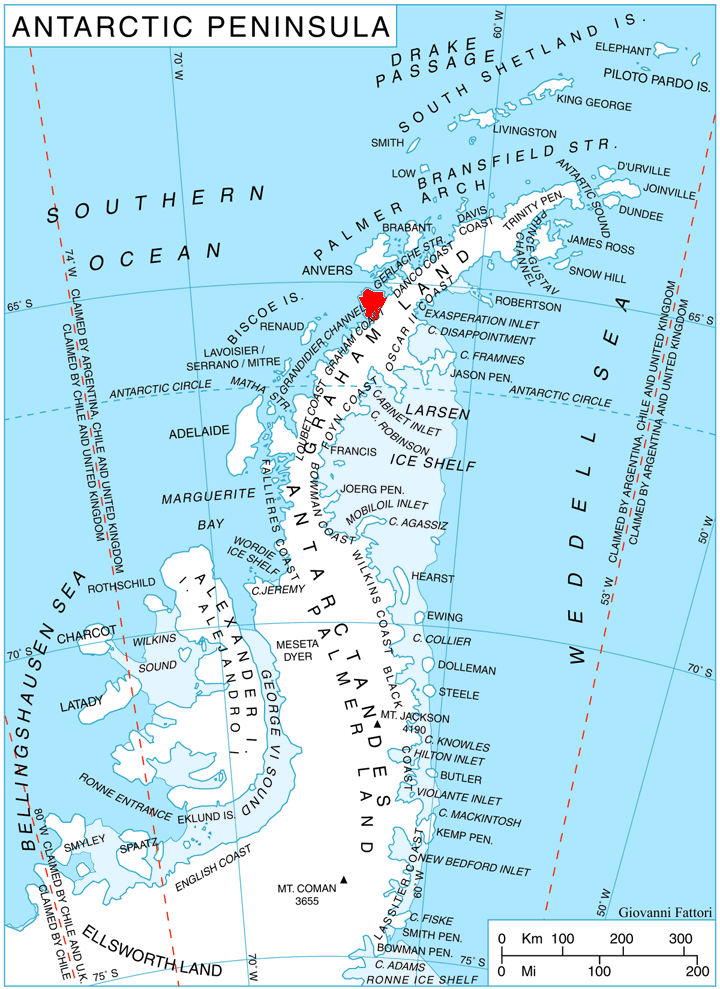

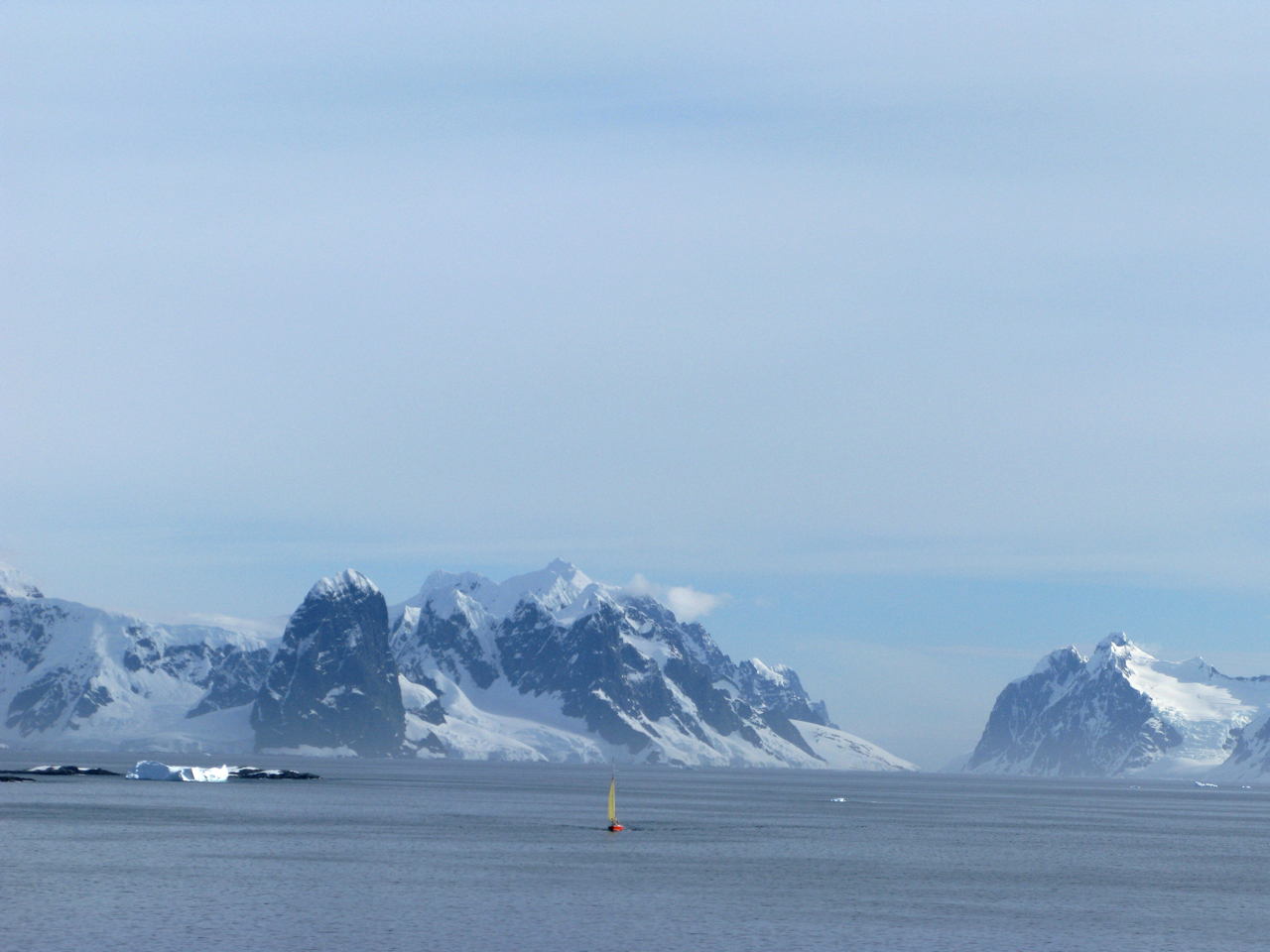

雷納德角（英語：Cape Renard）是南極洲的海岬，位於南極半島西岸，是弗蘭德雷斯灣入口處的南部，比利時的探險隊在1898年發現該海岬，現時由南極條約體系管理。

## 外部連結
- SCAR Composite Gazetteer of Antarctica（页面存档备份，存于）.